# Dekanat Dillingham
Dekanat Dillingham – jeden z ośmiu dekanatów diecezji Alaski Kościoła Prawosławnego w Ameryce.
Na terytorium dekanatu znajdują się następujące parafie:
- Parafia Zmartwychwstania Pańskiego w Aleknagik
- Parafia św. Serafina z Sarowa w Dillingham
- Parafia Przemienienia Pańskiego w Egegik
- Parafia św. Mikołaja w Ekuk
- Parafia św. Jana w Ekwok
- Parafia św. Mikołaja w Iguigig
- Parafia Świętych Piotra i Pawła w Kokhonak
- Parafia św. Michała Archanioła w Koliganek
- Parafia Opieki Matki Bożej w Levelock
- Parafia św. Anny w Naknek
- Parafia św. Sergiusza w New Stuyahok
- Parafia Przemienienia Pańskiego w Newhalen
- Parafia św. Mikołaja w Nondalton
- Parafia św. Bazylego w Portage Creek
- Parafia św. Mikołaja w Sand Point

Ponadto na terenie dekanatu działa placówka misyjna św. Innocentego z Alaski w Clarks Point.